# Mleczaj pomarszczony
Mleczaj pomarszczony (Lactarius pterosporus Romagn.) – gatunek grzybów z rodziny gołąbkowatych (Russulaceae).

## Systematyka i nazewnictwo
Pozycja w klasyfikacji według Index Fungorum: Lactarius, Russulaceae, Russulales, Incertae sedis, Agaricomycetes, Agaricomycotina, Basidiomycota, Fungi.
Po raz pierwszy opisał go w 1949 r. Henri Charles Louis Romagnesi i nadana przez niego nazwa naukowa jest ważna. Nazwę polską podała Alina Skirgiełło w 1998 r. Synonimy naukowe:
- Lactarius pterosporus var. pityophilus A. Favre 2008
- Lactarius pterosporus Romagn. 1949 var. pterosporus

## Morfologia
Kapelusz
Średnica 4–8(10) cm, początkowo wypukły, potem przeważnie płaski z niewielką wklęsłością na środku, w której często występuje stożkowaty garbek. Jest pomarszczony. Brzeg podwinięty tylko u młodych okazów, potem rozprostowuje się. W stanie suchym powierzchnia sucha, matowa, nieco aksamitna, miejscami jednak gładka. W stanie wilgotnym nieco śluzowaty. Barwa jasnoochrowa, ochrowobrązowa, rudobrązowa.
Blaszki
Dość gęste, czasami przy trzonie rozwidlone, przyrośnięto-zbiegające. Początkowo mają barwę ochrową z łososiowym odcieniem, później stają się rudoochrowe. Na ostrzach czasami występują grudki stwardniałego mleczka.
Trzon
Wysokość 5–7 cm, grubość 0,5–1 cm, kształt walcowaty, jednakowo gruby na całej długości. Początkowo jest pełny, później komorowaty. Powierzchnia gładka, lub delikatnie oszroniona, barwy cielistej lub szarorudawej. W dotkniętych miejscach zmienia barwę na brudnobrązową.
Miąższ
Biały, ale po uszkodzeniu po jakimś czasie zmienia barwę na różowo-liliową, karminową, w końcu ceglastą. U starszych, niemających już mleczka okazów smak jest łągodny, ale niemiły, podobny do nafty.
Mleczko
Wydziela się obficie. Jest białe, na powietrzu nie zmienia barwy, ale podczas wysychania na miąższu staje się różowe lub czerwonawe. Początkowo jest łagodne w smaku, szybko jednak staje się piekące.
Cechy mikroskopowe
Wysyp zarodników ochrowy. Zarodniki mniej więcej kuliste, o rozmiarach 7–8,5 × 7–8 μm. Pokryte są pojedynczymi brodawkami połączonymi kilkoma wstęgowatymi łącznikami. Podstawki mają rozmiar 36–45 × 9–10 μm. Nielicznie na ostrzu blaszek występują cheilocystydy o rozmiarach 50–60 × 6–7 μm.
Gatunki podobne
Mleczaj ostry (Lactarius acris) ma gładki kapelusz i wyrasta również w lasach bukowych.

## Występowanie i siedlisko
Występuje w Europie, Korei i Japonii. W Polsce jest dość rzadki.
Naziemny grzyb mykoryzowy. Rośnie w lasach liściastych, głównie pod bukami, dębami i grabami. Owocniki wytwarza od sierpnia do października.

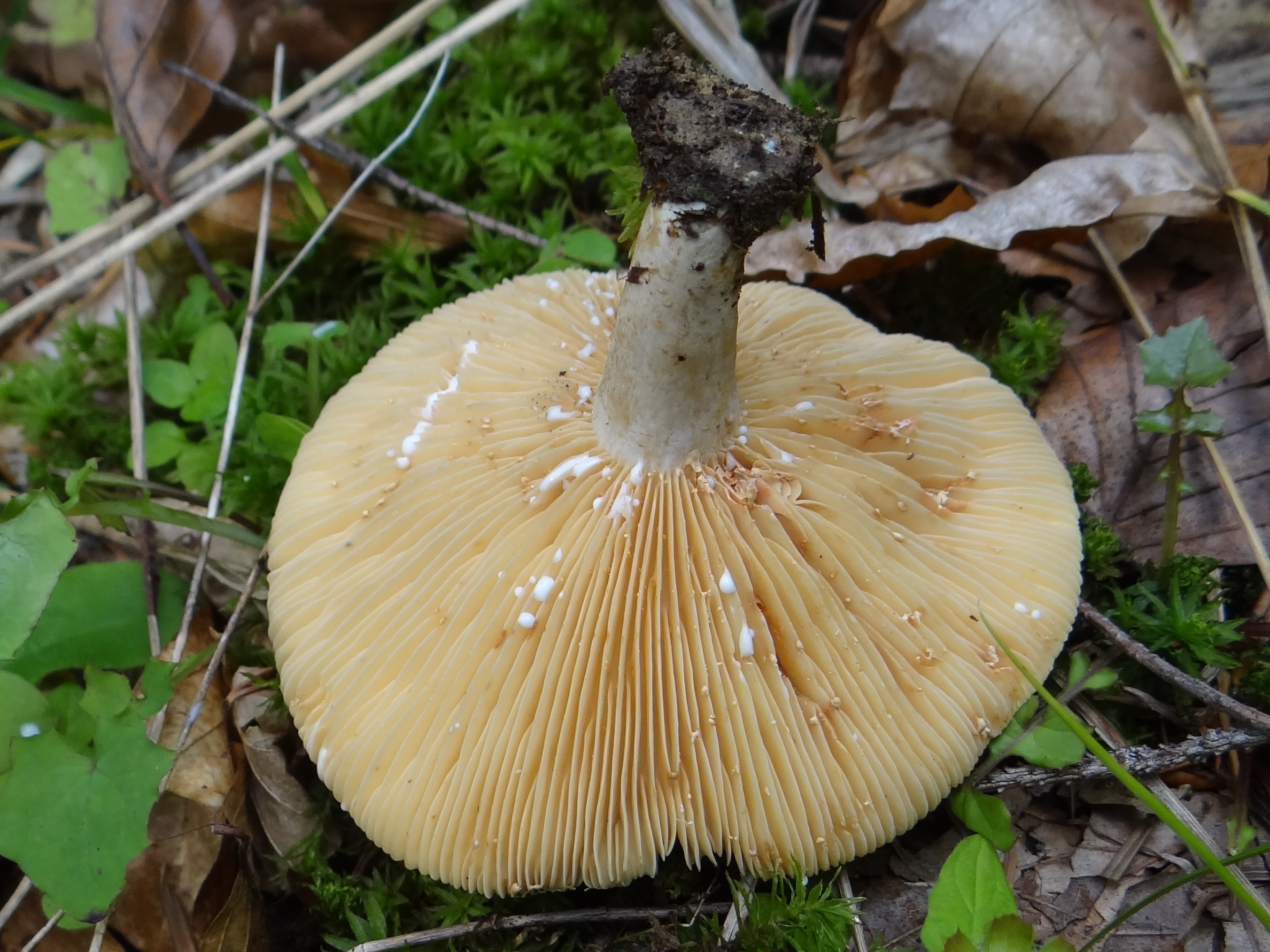
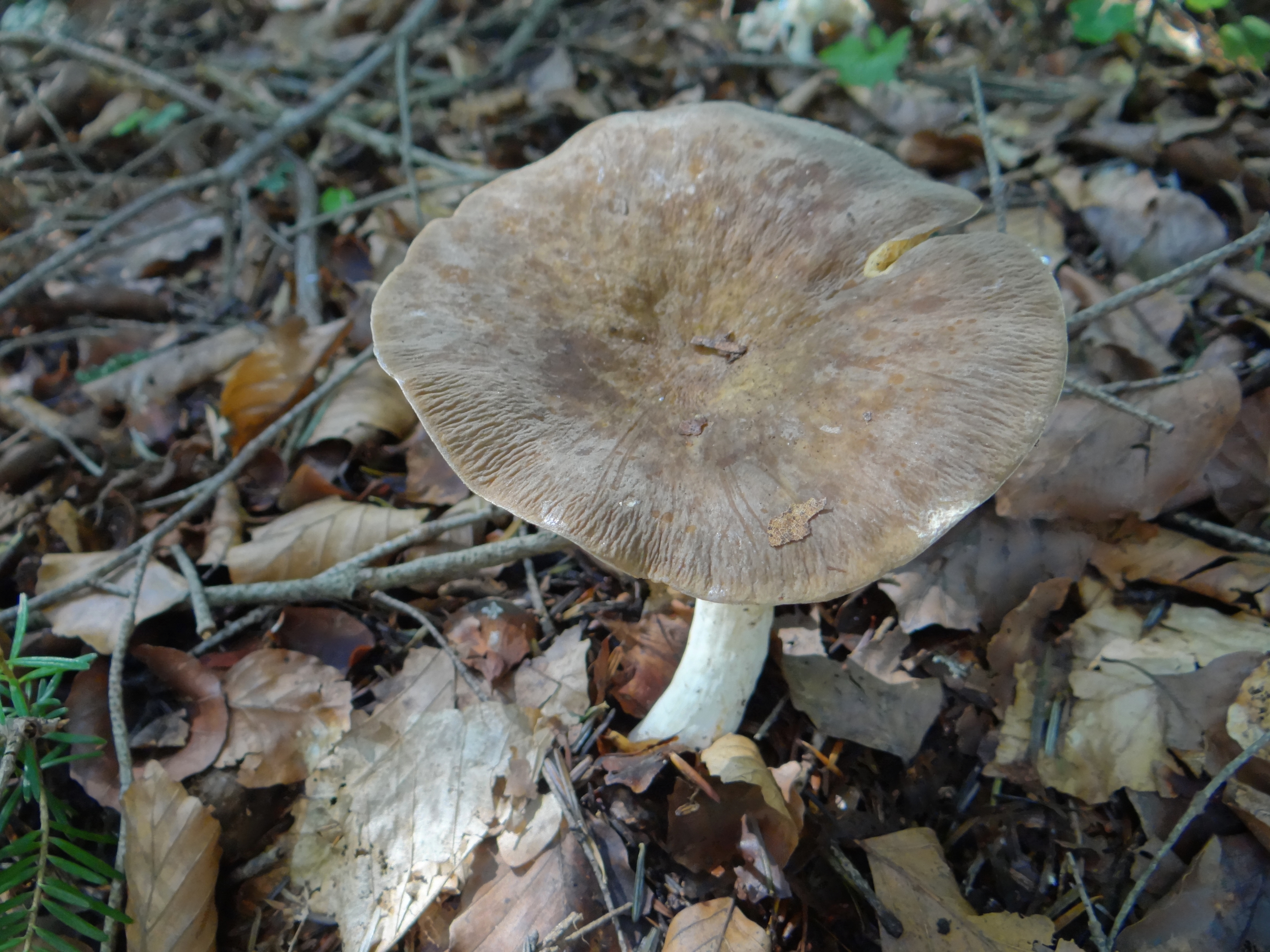
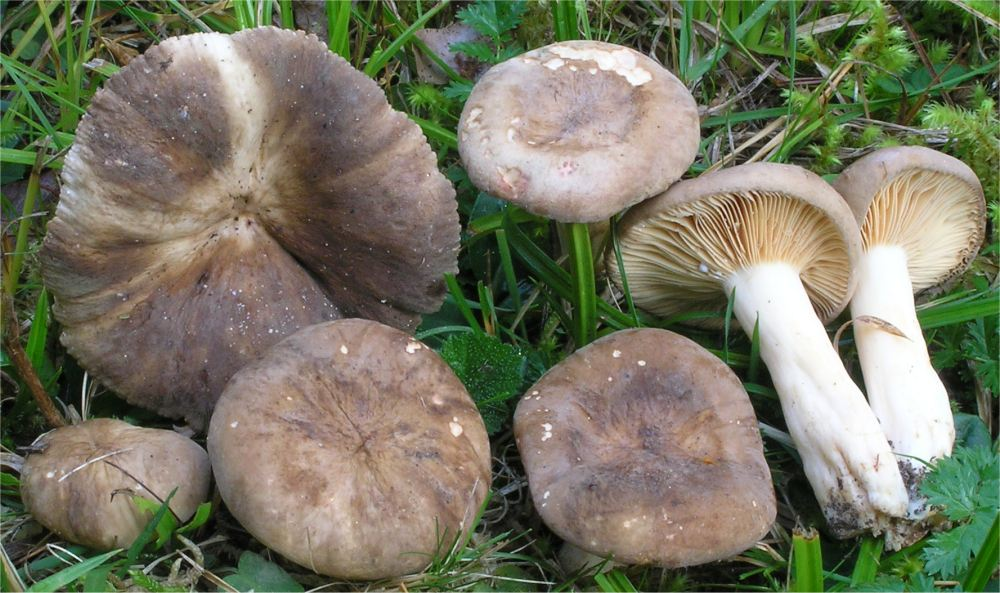